# Os Tilos
Os Tilos (llamada oficialmente San Francisco de Asís dos Tilos) es una parroquia y una urbanización española del municipio de Teo, en la provincia de La Coruña, Galicia.

## Entidades de población
Entidades de población que forman parte de la parroquia:
- Parque Montouto
- Os Tilos

## Demografía

### Parroquia
| Gráfica de evolución demográfica de Os Tilos (parroquia) entre 2000 y 2019 |
|                                                                            |
| Datos según el nomenclátor publicado por el INE.                           |

### Urbanización
| Gráfica de evolución demográfica de Os Tilos (urbanización) entre 2000 y 2019 |
|                                                                               |
| Datos según el nomenclátor publicado por el INE.                              |